# أغويانا
بلدية أغويانا (بالإسبانية: Agullana) هي بلدية تقع في مقاطعة جرندة التابعة لمنطقة كتالونيا شمال شرق إسبانيا.

## الديموغرافيا
بلغ عدد سكان بلدية أغويانا 839 نسمة عام 2011 (وفقاً للمعهد الوطني الإسباني للإحصاء).
| 619 | 624 | 672 | 759 | 753 | 812 | 839 |